# ŁKH Łódź
ŁKH Łódź (Łódzki Klub Hokejowy) – polski klub hokejowy, grający aktualnie w rozgrywkach I ligi (drugi poziom rozgrywek).

## Informacje ogólne
- Pełna nazwa: Łódzki Klub Hokejowy
- Barwy: żółto-czerwono-czarne
- Rok założenia: 1994
- Adres: ul. Popiełuszki 13b ,94-052 Łódź
- Prezes: Tomasz Grobelkiewicz
- Trener: Yury Ziankou
- http://lkhlodz.com/

## Lodowisko
Klub swoje mecze rozgrywa na lodowisku „Bombonierka”, które jest jednym z obiektów łódzkiego MOSiR-u, a treningi i nabór prowadzi na lodowisku „Retkinia”.

## Historia
Klub został założony 14 czerwca 1994 roku przez grupę zapaleńców, na czele której stał wybrany na pierwszego prezesa Wojciech Filipiak, znany łódzki dziennikarz sportowy. ŁKH powstało na bazie zawodników grup młodzieżowych sekcji hokejowej ŁKS Łódź, zlikwidowanej w 1991 roku. Przez wiele lat w klubie prowadzono jedynie grupy młodzieżowe, organizując m.in. memoriały na cześć byłych słynnych łódzkich hokeistów – Walerego Kosyla oraz Jerzego Potza. W 2013 po przeszło 20. latach niebytu seniorskiego hokeja w Łodzi prezes klubu Maciej Lewy z zarządem klubu we współpracy z Elżbietą Mondrą i Grzegorzem Pawełoszkiem, późniejszym kierownikiem drużyny (przez pięć pierwszych sezonów), powołał drużynę seniorów i zdecydowano się wystartować w rozgrywkach II ligi hokeja na lodzie.

## Sezon po sezonie

### Sezon2013/2014
W premierowym sezonie swoich występów na szczeblu seniorskim hokeiści ŁKH zdołali awansować do play-off, zajmując 3. miejsce na zakończenie sezonu zasadniczego. W turnieju o awans do I ligi, rozgrywanym w Gdańsku, przegrali w półfinale z AKH Dragons Gdańsk, tracąc szanse na promocję. W meczu o 3. lokatę, niemającym większego znaczenia, przegrali z Warsaw Capitals.
Najlepiej punktującym zawodnikiem sezonu zasadniczego w ŁKH był Mateusz Kubiak, który zanotował na swoim koncie 38 punktów (po 19 bramek i asyst), dzięki czemu zajął 6. miejsce w klasyfikacji kanadyjskiej w lidze.

#### Kadra z premierowego sezonu 2013/2014
- Bramkarze: Jarosław Cylke, Bartosz Grabara, Paweł Wachowiak.
- Obrońcy: Michał Ciepłucha, Adam Kozioł, Tomasz Kurowski, Radosław Kusideł, Tomasz Matuszewski, Artur Niedzielski, Jacek Sułek, Kamil Świerczewski.
- Napastnicy: Grzegorz Brejta, Jakub Darol, Jakub Freda, Marcin Gawin, Bartosz Głowacki, Marek Iwański, Mateusz Kamiński, Jan Kowalski, Mateusz Kubiak, Damian Lar, Paweł Pełzowski, Paweł Paprzycki, Piotr Paprzycki, Tadeusz Raczyński, Kacper Sawicki, Marek Syniawa, Seweryn Wach, Jan Wachowiak, Mateusz Walczak, Arkadiusz Witczak.
- Trener: Andrzej Kula[12]
- Kierownik drużyny: Elżbieta Mondra, Grzegorz Pawełoszek

### Sezon2014/2015
W sierpniu 2014 trenerami drużyny zostali Piotr Zdunek (do połowy sezonu) i Tomasz Matuszewski (były zawodnik klubu). Do drużyny dołączył między innymi Tomasz Żmudziński. Rundę zasadniczą łódzcy hokeiści zakończyli na 1. miejscu w tabeli, mimo tego odpadli już w pierwszej rundzie fazy play-off, przegrywając dwumecz z Mad Dogs Sopot.
Najlepiej punktującym zawodnikiem sezonu zasadniczego w ŁKH był Marek Iwański, który zanotował na swoim koncie 43 punkty (27 bramek i 16 asyst), dzięki czemu zajął 2. miejsce w klasyfikacji kanadyjskiej w lidze i 1. w klasyfikacji na najlepszego strzelca.

### Sezon2015/2016
Na początku sezonu do trenera Tomasza Matuszewskiego dołączył trener Grzegorz Brejta. W finale sezonu ŁKH uległ drużynie Niespełnieni Oświęcim 0:5.
Kadra
bramkarze: Jarosław Cylke, Bartosz Grabara, Eugeniusz Koziorowski, Sławomir Koziorowski.
obrońcy: Michał Ciepłucha, Tomasz Kurowski, Radosław Kusideł, Mateusz Kamiński, Artur Niedzielski, Marcin Gawin, Jan Kowalski.
napastnicy: Kamil Świerczewski, Jakub Darol, Marek Iwański (C), Mateusz Kubiak, Paweł Pełzowski, Tadeusz Raczyński, Mateusz Walczak, Arkadiusz Witczak, Jakub Śmiechowicz, Jakub Łuczywek.
Trener: Tomasz Matuszewski, Grzegorz Brejta.
Kierownik: Grzegorz Pawełoszek

### Sezon2016/2017
Pierwotnie była awizowana możliwość występów ŁKH w sezonie I ligi 2016/2017. Ostatecznie drużyna przystąpiła do II ligi w Grupie Północnej. Na początku 2017 ze stanowiska prezesa zarządu klubu ustąpił Maciej Lewy, jego miejsce zajął Robert Marciniak, który jednak po siedmiu dniach rezygnuje i jego następcą zostaje wybrany Tomasz Matuszewski, a ponadto zwolniony został rosyjski trener Siergiej Bakłagin. Ekipa ŁKH wygrała grupę Północną i zakwalifikowała się do turnieju finałowego II ligi, zorganizowanego na łódzkim lodowisku „Bombonierka”. Drużyna w turnieju o mistrzostwo II ligi zajmuje II miejsce przegrywając w finale z KTH 1928 Krynica 3:6 (2:0, 0:4, 1:2).
skład
Bartosz Grabara, Jarosław Cylke – Tomasz Kurowski, Radosław Kusideł, Tymoteusz Lewy, Tadeusz Raczyński, Paweł Pełzowski, Artur Niedzielski, Mateusz Kamiński, Vaclav Riha, Mateusz Kubiak, Marek Iwański, Kamil Świerczewski, Arkadiusz Witczak, Marek Syniawa, Jan Wachowiak, Paweł Stopczyk, Marcin Gawin, Mateusz Walczak, Jakub Śmiechowicz, Jan Kowalski, Mateusz Zając
Trener: Tomasz Matuszewski, Grzegorz Brejta.
Kierownik: Grzegorz Pawełoszek

### Sezon2017/2018
Drużyna została zgłoszona do II ligi południowej i postanowiła walczyć z silnymi drużynami ze śląska, aby zwiększyć atrakcyjność spotkań w rundzie zasadniczej i rozwijać zespół. ŁKH kończy rozgrywki w sezonie zasadniczym na ostatnim miejscu w tabeli grupy południowej zdobywając zaledwie cztery punkty w całym sezonie zasadniczym. Funkcję trenera do końca roku 2017 pełnił Grzegorz Brejta a w drugiej części sezonu grający trener Tadeusz Raczyński. Warto zaznaczyć, że w drużynach młodzieżowych reprezentujący ŁKH rocznik 2008 i młodsi, pod wodzą trenera marka Syniawy wygrywa prestiżowy turniej Czerkawski CUP organizowany na Stadionie Narodowym.
skład
Jarosław Cylke, Arsen Gasparyan, Bartosz Grabara, Paweł Stopczyk, Michał Szumko, Piotr Matuszewski, Jan Kowalski, Tomasz Kurowski, Radosław Kusideł, Marcin Gawin, Michał Ciepłucha, Kamil Świerczewski, Mateusz Myszka, Marek Syniawa, Nazariy Prokopczuk, Mateusz Kubiak, Tadeusz Raczyński, Grzegorz Brejta, Bartosz Głowacki, Paweł Pełzowski, Vaclav Riha, Marek Iwański, Jakub Darol, Jakub Śmiechowiecz, Mateusz Zając, Arkadiusz Witczak, Marcel Oracz, Mateusz Walczak, Jan Wachowiak.